# Johanna Wilhelmine Weigel
Johanna Wilhelmine Weigel (ur. 11 lutego 1847 w rejencji bydgoskiej, zm. 10 stycznia 1940 w Melbourne) – australijska przedsiębiorczyni, projektantka wykrojów krawieckich i filantropka urodzona w Wielkim Księstwie Poznańskim. Założyła i prowadziła „Weigel’s Journal of Fashion” – pierwszy australijski magazyn mody.

## Życiorys
Johanna Wilhelmine Astmann urodziła się 11 lutego 1847 w pobliżu Bydgoszczy, znajdującej się wówczas na terenie Wielkiego Księstwa Poznańskiego (od 1848 pruska Prowincja Poznańska) jako drugie dziecko Augusta Astmanna i jego żony Emilie (z domu Sachs). Dostępne informacje biograficzne nie definiują dokładnie, jakiej jest narodowości; po jej śmierci w gazetach australijskich opisywano ją jako „urodzoną w Polsce” lub „pochodzenia polskiego”. Dzieciństwo i młodość spędziła w rodzinnej posiadłości. Większość informacji na temat jej dzieciństwa pochodzi z jej wspomnień spisanych tuż przed śmiercią i nie zawierających wiele szczegółów, Weigel lubiła tworzyć wokół siebie atmosferę tajemniczości. Według jej wspomnień urodziła się na „posiadłości ziemskiej mojego ojca położonej w zachodniej Polsce”. Berlińskie archiwa potwierdzają, że została ochrzczona dwa dni po urodzeniu w Bydgoszczy. W 1863 jej ojciec stracił majątek i została zmuszona do przeprowadzenia się do Wiednia do mieszkającej tam części rodziny.
Nauczyła się szyć w wieku 16 lat, ucząc się od babki mieszkającej w Wiedniu, odkryła wówczas uzdolnienia w zakresie projektowania mody. Przełożyła kilka artykułów z prasy francuskiej i niemieckiej, wysyłając je do nowojorskiej prasy, gdzie zostały bardzo dobrze przyjęte. Na początku lat 70. XIX wieku spotkała się w Wiedniu z redaktorem naczelnym „New York Fashion Journal”, który zaprosił ją do Nowego Jorku. Weigel wyruszyła do Nowego Jorku 8 sierpnia 1872 na pokładzie SS „Hamburg”.
Przeprowadziła się do Stanów Zjednoczonych, gdzie w Nowym Jorku pracowała w magazynie „McCall’s” publikującym popularne wykroje krawieckie. W tym czasie poznała swojego przyszłego męża Augusta Louisa Williama Oscara Roberta Carla Weigela, niemieckiego inżyniera pochodzącego z Księstwa Brunszwiku i w 1876 wzięła z nim ślub. W 1877 wyruszyli w podróż poślubną do Australii, planując 6-miesięczny pobyt w Melbourne.
Weigel była znana i podziwiana wśród przyjaciół za styl i wyczucie mody. Jej późniejsza kariera zaczęła się jako hobby. Rozdawała wykroje swoich ubrań za darmo swoim znajomym, które pragnęły naśladować jej styl. Jej wykroje stawały się coraz bardziej popularne i w 1877 Weigel wraz z mężem otworzyła własny zakład, w którym projektowała i wytwarzała wykroje. Główne biura przedsiębiorstwa znajdowały się w Melbourne i Sydney, jej wykroje były sprzedawane w całej Australii i Nowej Zelandii.
Pierwsza publikacja Weiglów „Madame Weigel's Journal of Fashion” została wydana w 1878, trzy lata później w 1880 Weiglowie założyli miesięcznik „Weigel's Journal of Fashion”, reklamowany jako pierwszy magazyn mody projektowany, publikowany i drukowany w Australii. W miesięczniku znajdowały się nie tylko wykroje strojów projektowanych przez Weigel, ale także artykuły na temat mody, porady domowe i powieści drukowane w odcinkach. „Weigel’s Journal” był niezwykle wpływową publikacją, zwłaszcza na obszarach wiejskich, a sama Weigel była postrzegana jako bardzo poważana postać. W miesięczniku publikowano także wiele postępowych, feministycznych artykułów dotyczących kobiet. Niektóre z proponowanych wykrojów również były bardzo postępowe jak na ówczesne czasy, na przykład nowoczesne suknie do jazdy konnej.  Weigel projektowała dla kobiet ze wszystkich warstw społecznych – na przykład w jej projekcie sukni do tenisa napisano, że należy użyć materiału „najdroższego lub najtańszego”, co brało pod uwagę możliwości finansowe jej wszystkich potencjalnych klientek.  Miesięcznik i wykroje Weigel były niezmiernie popularne. Wyliczono, że do 1916 na obszarze Australii, południowego Pacyfiku i południowo-wschodniej Azji sprzedano ponad milion wykrojów jej autorstwa.
W 1893 Weiglowie otrzymali obywatelstwo brytyjskie, w 1890 zbudowali dwupiętrową 26-pokojową rezydencję w pobliżu Mount Macedon. Położony na 11-hektarowym terenie dom spłonął w lipcu 1903 i Weiglowie przenieśli się do południowego Melbourne. Małżonkowie byli znanymi filantropami, a wiele z ich donacji było przekazywanych anonimowo. 7 lutego 1915 zmarł mąż Weigel, jego dobra w Wiktorii zostały wycenione na 32.740 funtów (około 10 milionów według współczesnej wartości).
Po zakończeniu kariery zawodowej Weigel wiele podróżowała po świecie, przez dwanaście ostatnich lat swojego życia Weigel i jej przyjaciółka Sarah Neilson mieszkały w Oriental Hotel w Melbourne.
Weigel była bardzo żywą i drobną osobą – opisywana jest jako mająca 158 cm wzrostu, niebieskie oczy i jasne włosy.  Nie zachowały się żadne znane podobizny Weigel, pod koniec życia jeden z jej współpracowników opisał ją jako „niską, poważną, zadbaną, drobną, włosy zaczesane do góry, sztywną, z głębokim gardłowym głosem”.
Oprócz projektowania mody jej pasją życiową była motoryzacja – nauczyła się prowadzić samochód w Paryżu w 1900. Według własnych wspomnień była pierwszą kobietą w Nicei, która posiadała prawo jazdy. Weigel była entuzjastyczną sportsmenką, oprócz prowadzenia samochodu interesowała się sportami zimowymi, kąpielami morskimi i jazdą na rowerze. Projektowała ubrania dla kobiet pozwalające im brać udział w tego typu aktywnościach.
Johanna Weigel zmarła 10 stycznia 1940.  Zgodnie z jej wolą, ciało zostało skremowane, lecz dalsze losy prochów nie są znane. Według historyków możliwe jest, że zostały złożone w grobowcu jej męża na Brighton Cemetery.  Jej śmierć była szeroko odnotowana w ówczesnej prasie australijskiej; określano ją jako założycielkę australijskiej branży projektowania wykrojów, najbardziej znaną w Australii producentkę wykrojów, autorkę pierwszego australijskiego pisma poświęconego modzie, pionierkę australijskiego przemysłu.
Majątek Weigel został oszacowany na 71.844 funtów (około 10 milionów według współczesnej wartości) został zapisany rodzinie i jej licznym przyjaciołom, 20 tysięcy funtów zostało przekazane na fundację Oscar Weigel Charitable Trust wspomagającą młodych inżynierów. Pozostała część majątku została przekazana pracownikom Madame Weigel Pty Ltd, która to firma istniała jeszcze w latach 60. XX wieku. Po śmierci ostatniego pracownika w 1972 pozostała część pieniędzy została rozprowadzona wśród pięciu szpitali, Royal Melbourne, Children’s, Alfred, Prince Henry's i Women’s, wskazanych w jej testamencie.